# Rue de Mondovi
La rue de Mondovi est une voie du 1er arrondissement de Paris, en France.

## Origine du nom
La rue honore le souvenir de la bataille de Mondovi, gagnée par Bonaparte, alors général, sur les Piémontais le 21 avril 1796.

## Historique
La rue a été ouverte sous sa dénomination actuelle, par un arrêté du Premier consul Bonaparte du 23 novembre 1800, sur le jardin du couvent des religieuses de l'Assomption. Selon le projet, elle devait aboutir à la rue Saint-Honoré.

## Bâtiments remarquables et lieux de mémoire
- Rue de Mondovi, rue du Mont-Thabor  et rue Cambon : emplacement de l'hôtel des gardes du corps du roi à pied.

## Pour approfondir